# FA Premier League de 1997–98
A FA Premier League de 1997-98 (conhecida como FA Carling Premiership por razões de patrocínio) foi a sexta temporada da FA Premier League. O Arsenal conquistou o seu primeiro título de campeão desde 1991 e, ao conquistá-lo, tornou-se apenas a segunda equipe a vencer a dobradinha pela segunda vez.
Foi a primeira temporada completa do Arsenal sob o comando do treinador francês Arsène Wenger, que se tornou o terceiro treinador a conquistar a Premier League. Wenger seguiu os passos de Alex Ferguson e Kenny Dalglish e, embora tanto Ferguson como Dalglish fossem escoceses, Wenger foi o primeiro treinador de fora das Ilhas Britânicas a conquistar um título de campeão na Inglaterra.

## Regulamento
A Premier League é disputada por 20 clubes em dois turnos. Em cada turno, todos os times jogam entre si uma única vez. Os jogos do segundo turno não são realizados na mesma ordem do primeiro. Não há campeões por turnos, sendo declarado campeão da Inglaterra o time que obtiver o maior número de pontos após as 38 rodadas.

### Critérios de desempate
Caso haja empate de pontos entre dois clubes, os critérios de desempates serão aplicados na seguinte ordem:
1. Saldo de gols
2. Gols marcados

## Participantes

### Informações das equipes
| Equipe              | Cidade               | Local (mando)        | Capacidade | Material esportivo |
| ------------------- | -------------------- | -------------------- | ---------- | ------------------ |
| Arsenal             | Londres (Highbury)   | Arsenal Stadium      | 38.419     | Nike               |
| Aston Villa         | Birmingham           | Villa Park           | 42.573     | Reebok             |
| Barnsley            | Barnsley             | Oakwell              | 23.287     | Admiral            |
| Blackburn Rovers    | Blackburn            | Ewood Park           | 31.367     | Asics              |
| Bolton Wanderers    | Bolton               | Reebok Stadium       | 28.723     | Reebok             |
| Chelsea             | Londres (Fulham)     | Stamford Bridge      | 42.055     | Umbro              |
| Coventry City       | Coventry             | Highfield Road       | 23.489     | Le Coq Sportif     |
| Crystal Palace      | Londres (Selhurst)   | Selhurst Park        | 26.074     | Adidas             |
| Derby County        | Derby                | Pride Park Stadium   | 33.597     | Puma               |
| Everton             | Liverpool (Walton)   | Goodison Park        | 40.569     | Umbro              |
| Leeds United        | Leeds                | Elland Road          | 40.242     | Puma               |
| Leicester City      | Leicester            | Filbert Street       | 22.000     | Fox Leisure        |
| Liverpool           | Liverpool (Anfield)  | Anfield              | 45.522     | Reebok             |
| Manchester United   | Manchester           | Old Trafford         | 55.385     | Umbro              |
| Newcastle United    | Newcastle upon Tyne  | St James' Park       | 52.387     | Adidas             |
| Sheffield Wednesday | Sheffield            | Hillsborough Stadium | 39.732     | Puma               |
| Southampton         | Southampton          | The Dell             | 15.200     | Pony               |
| Tottenham Hotspur   | Londres (Tottenham)  | White Hart Lane      | 36.240     | Pony               |
| West Ham United     | Londres (Upton Park) | Boleyn Ground        | 35.647     | Pony               |
| Wimbledon           | Londres (Selhurst)   | Selhurst Park        | 26.074     | Lotto              |

1. ↑  O Derby County mudou-se para o Pride Park Stadium como o seu novo estádio, depois de ter estado 102 anos no Baseball Ground.
2. ↑  Devido ao fato de o Wimbledon não ter um estádio em casa, os seus jogos em casa são disputados no Selhurst Park, que é o estádio do Crystal Palace.

### Mudança de treinadores
| Equipe              | Antecessor                | Motivo                         | Data da vaga            | Pos           | Sucessor                             | Data da nomeação        |
| ------------------- | ------------------------- | ------------------------------ | ----------------------- | ------------- | ------------------------------------ | ----------------------- |
| Nottingham Forest   | Stuart Pearce             | Fim de contrato                | 8 de maio de 1997       | Pré-temporada | Dave Bassett                         | 8 de maio de 1997       |
| Everton             | Dave Watson               | Fim de contrato                | 10 de maio de 1997      | Pré-temporada | Howard Kendall                       | 10 de maio de 1997      |
| Blackburn Rovers    | Tony Parkes               | Fim de contrato                | 1 de junho de 1997      | Pré-temporada | Roy Hodgson                          | 1 de junho 1997         |
| Southampton         | Graeme Souness            | Consenso mútuo                 | 1 de junho de 1997      | Pré-temporada | Dave Jones                           | 23 de junho de 1997     |
| Sheffield Wednesday | David Pleat               | Demitido                       | 3 de novembro de 1997   | 20°           | Peter Shreeves (interino)            | 3 de novembro de 1997   |
| Sheffield Wednesday | Peter Shreeves (interino) | Fim do período como interino   | 14 de novembro de 1997  | 19°           | Ron Atkinson (interino)              | 14 de novembro de 1997  |
| Tottenham Hotspur   | Gerry Francis             | Consenso mútuo                 | 19 de novembro de 1997  | 16°           | Christian Gross                      | 19 de novembro de 1997  |
| Chelsea             | Ruud Gullit               | Demitido                       | 12 de fevereiro de 1998 | 2°            | Gianluca Vialli                      | 12 de fevereiro de 1998 |
| Aston Villa         | Brian Little              | Consenso mútuo                 | 24 de fevereiro de 1998 | 15°           | John Gregory                         | 25 de fevereiro de 1998 |
| Crystal Palace      | Steve Coppell             | Promovido a diretor desportivo | 13 de março de 1998     | 20°           | Attilio Lombardo (interino)          | 13 de março de 1998     |
| Crystal Palace      | Attilio Lombardo          | Consenso mútuo                 | 29 de abril de 1998     | 20°           | Ron Noades Ray Lewington (interinos) | 29 de abril de 1998     |

1. ↑  O atacante sueco Tomas Brolin serviu como intérprete de italiano para inglês para Lombardo
2. ↑  Noades e Lewington atuaram como co-treinadores

| Pos | Equipe               | Pts | J  | V  | E  | D  | GP | GC | SG  | Classificação ou descenso |
| --- | -------------------- | --- | -- | -- | -- | -- | -- | -- | --- | --- |
| 1   | Arsenal (C)          | 78  | 38 | 23 | 9  | 6  | 68 | 33 | +35 | Classificação para a Fase de grupos da Liga dos Campeões da UEFA de 1998–99                                                  |
| 2   | Manchester United    | 77  | 38 | 23 | 8  | 7  | 73 | 26 | +47 | Classificação para a Segunda fase de qualificação da Liga dos Campeões da UEFA de 1998–99                                    |
| 3   | Liverpool            | 65  | 38 | 18 | 11 | 9  | 68 | 42 | +26 | Classificação para a Primeira fase da Copa da UEFA de 1998–99                                                                |
| 4   | Chelsea              | 63  | 38 | 20 | 3  | 15 | 71 | 43 | +28 | Classificação para a Primeira rodada da Taça dos Clubes Vencedores de Taças de 1998–99                                       |
| 5   | Leeds United         | 59  | 38 | 17 | 8  | 13 | 57 | 46 | +11 | Classificação para a Primeira rodada da Copa da UEFA                                                                         |
| 6   | Blackburn Rovers     | 58  | 38 | 16 | 10 | 12 | 57 | 52 | +5  | Classificação para a Primeira rodada da Copa da UEFA                                                                         |
| 7   | Aston Villa          | 57  | 38 | 17 | 6  | 15 | 49 | 48 | +1  | Classificação para a Primeira rodada da Copa da UEFA                                                                         |
| 8   | West Ham United      | 56  | 38 | 16 | 8  | 14 | 56 | 57 | −1  | |
| 9   | Derby County         | 55  | 38 | 16 | 7  | 15 | 52 | 49 | +3  | |
| 10  | Leicester City       | 53  | 38 | 13 | 14 | 11 | 51 | 41 | +10 | |
| 11  | Coventry City        | 52  | 38 | 12 | 16 | 10 | 46 | 44 | +2  | |
| 12  | Southampton          | 48  | 38 | 14 | 6  | 18 | 50 | 55 | −5  | |
| 13  | Newcastle United     | 44  | 38 | 11 | 11 | 16 | 35 | 44 | −9  | Classificação para a Primeira rodada da Taça dos Clubes Vencedores de Taças de 1998–99                                       |
| 14  | Tottenham Hotspur    | 44  | 38 | 11 | 11 | 16 | 44 | 56 | −12 | |
| 15  | Wimbledon            | 44  | 38 | 10 | 14 | 14 | 34 | 46 | −12 | |
| 16  | Sheffield Wednesday  | 44  | 38 | 12 | 8  | 18 | 52 | 67 | −15 | |
| 17  | Everton              | 40  | 38 | 9  | 13 | 16 | 41 | 56 | −15 | |
| 18  | Bolton Wanderers (R) | 40  | 38 | 9  | 13 | 16 | 41 | 61 | −20 | Rebaixado para a Football League First Division de 1998–99                                                                   |
| 19  | Barnsley (R)         | 35  | 38 | 10 | 5  | 23 | 37 | 82 | −45 | Rebaixado para a Football League First Division de 1998–99                                                                   |
| 20  | Crystal Palace (R)   | 33  | 38 | 8  | 9  | 21 | 37 | 71 | −34 | Classificado para a 3ª rodada da Copa Intertoto da UEFA de 1998 e rebaixado para a Football League First Division de 1998–99 |

1. ↑  O Chelsea se classificou para a Taça dos Clubes Vencedores de Taças como atuais campeões. Como eles também foram os campeões da Copa da Liga Inglesa de 1997–98, a vaga na Copa da UEFA foi concedida ao Blackburn Rovers.
2. ↑  O Aston Villa foi premiado com a participação na Copa da UEFA por meio do ranking do Fair Play da UEFA.
3. ↑  Como o Arsenal se classificou para a Liga dos Campeões, sua vaga na Taça dos Clubes Vencedores de Taças como vencedor da FA Cup de 1997–98 não foi concedida ao Newcastle United, o vice-campeão.
4. ↑  O Crystal Palace se classificou para a Intertoto Cup de 1998, pois foi o único time inglês que se inscreveu.

## Resultados
| Mandante \ Visitante | ARS | AVL | BAR | BLB | BOL | CHE | COV | CRY | DER | EVE | LEE | LEI | LIV | MUN | NEW | SHW | SOU | TOT | WHU | WIM |
| -------------------- | --- | --- | --- | --- | --- | --- | --- | --- | --- | --- | --- | --- | --- | --- | --- | --- | --- | --- | --- | --- |
| Arsenal              | —   | 0–0 | 5–0 | 1–3 | 4–1 | 2–0 | 2–0 | 1–0 | 1–0 | 4–0 | 2–1 | 2–1 | 0–1 | 3–2 | 3–1 | 1–0 | 3–0 | 0–0 | 4–0 | 5–0 |
| Aston Villa          | 1–0 | —   | 0–1 | 0–4 | 1–3 | 0–2 | 3–0 | 3–1 | 2–1 | 2–1 | 1–0 | 1–1 | 2–1 | 0–2 | 0–1 | 2–2 | 1–1 | 4–1 | 2–0 | 1–2 |
| Barnsley             | 0–2 | 0–3 | —   | 1–1 | 2–1 | 0–6 | 2–0 | 1–0 | 1–0 | 2–2 | 2–3 | 0–2 | 2–3 | 0–2 | 2–2 | 2–1 | 4–3 | 1–1 | 1–2 | 2–1 |
| Blackburn Rovers     | 1–4 | 5–0 | 2–1 | —   | 3–1 | 1–0 | 0–0 | 2–2 | 1–0 | 3–2 | 3–4 | 5–3 | 1–1 | 1–3 | 1–0 | 7–2 | 1–0 | 0–3 | 3–0 | 0–0 |
| Bolton Wanderers     | 0–1 | 0–1 | 1–1 | 2–1 | —   | 1–0 | 1–5 | 5–2 | 3–3 | 0–0 | 2–3 | 2–0 | 1–1 | 0–0 | 1–0 | 3–2 | 0–0 | 1–1 | 1–1 | 1–0 |
| Chelsea              | 2–3 | 0–1 | 2–0 | 0–1 | 2–0 | —   | 3–1 | 6–2 | 4–0 | 2–0 | 0–0 | 1–0 | 4–1 | 0–1 | 1–0 | 1–0 | 4–2 | 2–0 | 2–1 | 1–1 |
| Coventry City        | 2–2 | 1–2 | 1–0 | 2–0 | 2–2 | 3–2 | —   | 1–1 | 1–0 | 0–0 | 0–0 | 0–2 | 1–1 | 3–2 | 2–2 | 1–0 | 1–0 | 4–0 | 1–1 | 0–0 |
| Crystal Palace       | 0–0 | 1–1 | 0–1 | 1–2 | 2–2 | 0–3 | 0–3 | —   | 3–1 | 1–3 | 0–2 | 0–3 | 0–3 | 0–3 | 1–2 | 1–0 | 1–1 | 1–3 | 3–3 | 0–3 |
| Derby County         | 3–0 | 0–1 | 1–0 | 3–1 | 4–0 | 0–1 | 3–1 | 0–0 | —   | 3–1 | 0–5 | 0–4 | 1–0 | 2–2 | 1–0 | 3–0 | 4–0 | 2–1 | 2–0 | 1–1 |
| Everton              | 2–2 | 1–4 | 4–2 | 1–0 | 3–2 | 3–1 | 1–1 | 1–2 | 1–2 | —   | 2–0 | 1–1 | 2–0 | 0–2 | 0–0 | 1–3 | 0–2 | 0–2 | 2–1 | 0–0 |
| Leeds United         | 1–1 | 1–1 | 2–1 | 4–0 | 2–0 | 3–1 | 3–3 | 0–2 | 4–3 | 0–0 | —   | 0–1 | 0–2 | 1–0 | 4–1 | 1–2 | 0–1 | 1–0 | 3–1 | 1–1 |
| Leicester City       | 3–3 | 1–0 | 1–0 | 1–1 | 0–0 | 2–0 | 1–1 | 1–1 | 1–2 | 0–1 | 1–0 | —   | 0–0 | 0–0 | 0–0 | 1–1 | 3–3 | 3–0 | 2–1 | 0–1 |
| Liverpool            | 4–0 | 3–0 | 0–1 | 0–0 | 2–1 | 4–2 | 1–0 | 2–1 | 4–0 | 1–1 | 3–1 | 1–2 | —   | 1–3 | 1–0 | 2–1 | 2–3 | 4–0 | 5–0 | 2–0 |
| Manchester United    | 0–1 | 1–0 | 7–0 | 4–0 | 1–1 | 2–2 | 3–0 | 2–0 | 2–0 | 2–0 | 3–0 | 0–1 | 1–1 | —   | 1–1 | 6–1 | 1–0 | 2–0 | 2–1 | 2–0 |
| Newcastle United     | 0–1 | 1–0 | 2–1 | 1–1 | 2–1 | 3–1 | 0–0 | 1–2 | 0–0 | 1–0 | 1–1 | 3–3 | 1–2 | 0–1 | —   | 2–1 | 2–1 | 1–0 | 0–1 | 1–3 |
| Sheffield Wednesday  | 2–0 | 1–3 | 2–1 | 0–0 | 5–0 | 1–4 | 0–0 | 1–3 | 2–5 | 3–1 | 1–3 | 1–0 | 3–3 | 2–0 | 2–1 | —   | 1–0 | 1–0 | 1–1 | 1–1 |
| Southampton          | 1–3 | 1–2 | 4–1 | 3–0 | 0–1 | 1–0 | 1–2 | 1–0 | 0–2 | 2–1 | 0–2 | 2–1 | 1–1 | 1–0 | 2–1 | 2–3 | —   | 3–2 | 3–0 | 0–1 |
| Tottenham Hotspur    | 1–1 | 3–2 | 3–0 | 0–0 | 1–0 | 1–6 | 1–1 | 0–1 | 1–0 | 1–1 | 0–1 | 1–1 | 3–3 | 0–2 | 2–0 | 3–2 | 1–1 | —   | 1–0 | 0–0 |
| West Ham United      | 0–0 | 2–1 | 6–0 | 2–1 | 3–0 | 2–1 | 1–0 | 4–1 | 0–0 | 2–2 | 3–0 | 4–3 | 2–1 | 1–1 | 0–1 | 1–0 | 2–4 | 2–1 | —   | 3–1 |
| Wimbledon            | 0–1 | 2–1 | 4–1 | 0–1 | 0–0 | 0–2 | 1–2 | 0–1 | 0–0 | 0–0 | 1–0 | 2–1 | 1–1 | 2–5 | 0–0 | 1–1 | 1–0 | 2–6 | 1–2 | —   |

## Artilharia
| #  | Jogador                 | Clube             | Gols |
| -- | ----------------------- | ----------------- | ---- |
| 1  | Dion Dublin             | Coventry City     | 18   |
| 1  | Michael Owen            | Liverpool         | 18   |
| 1  | Chris Sutton            | Blackburn Rovers  | 18   |
| 4  | Dennis Bergkamp         | Arsenal           | 16   |
| 4  | Kevin Gallacher         | Blackburn Rovers  | 16   |
| 4  | Jimmy Floyd Hasselbaink | Leeds United      | 16   |
| 7  | Andy Cole               | Manchester United | 15   |
| 7  | John Hartson            | West Ham United   | 15   |
| 9  | Darren Huckerby         | Coventry City     | 14   |
| 10 | Paulo Wanchope          | Derby County      | 13   |